# Paraleucaspis ankatotoensis
Paraleucaspis ankatotoensis är en insektsart som beskrevs av Mamet 1959. Paraleucaspis ankatotoensis ingår i släktet Paraleucaspis och familjen pansarsköldlöss.
Artens utbredningsområde är Madagaskar. Inga underarter finns listade i Catalogue of Life.